# Zolpidem
Lo zolpidem è un composto ipnotico non benzodiazepinico appartenente alla famiglia delle imidazopiridine, indicato nel trattamento a breve termine dell'insonnia. Il farmaco potenzia l'attività del GABA, un neurotrasmettitore inibitore, il medesimo su cui agiscono le benzodiazepine. Il farmaco è efficace più nella fase di induzione del sonno che nella fase di mantenimento ed è sostanzialmente privo di effetti miorilassanti e anticonvulsivanti, se non a dosaggi da 10 a 20 volte quelli necessari per ottenere la sedazione. In Italia il farmaco è venduto dalla società farmaceutica Sanofi con il nome commerciale di Stilnox e da numerose altre società come medicinale equivalente.

## Farmacodinamica
Zolpidem presenta una spiccata affinità per il sottotipo recettoriale omega-1 (BZ1) del complesso recettoriale GABA-A. Le benzodiazepine si legano invece in modo non selettivo sia al sottotipo recettoriale omega-1 sia a quello omega-2.
Gli effetti della molecola sono neutralizzati dalle sostanze antagoniste delle benzodiazepine, come ad esempio flumazenil.
Zolpidem riduce il tempo di latenza del sonno così come il numero dei risvegli.
La qualità e la durata del sonno risulta aumentata e si associa a una sostanziale preservazione dei vari stadi. In particolare non viene influenzata la durata del sonno paradosso (sonno REM) e sono mantenuti gli stadi di sonno profondo (sonno a onde lente).

## Farmacocinetica
Dopo somministrazione per via orale, lo zolpidem è ben assorbito dal tratto gastrointestinale. La biodisponibilità della molecola è pari a circa il 70%. La concentrazione plasmatica massima (Cmax) viene raggiunta dopo circa 1-3 ore dalla somministrazione.
Zolpidem si lega alle proteine plasmatiche nella misura del 92,5% circa.
L'emivita di eliminazione è ridotta, mediamente intorno a 2,5 ore.
Il farmaco è eliminato soprattutto per via urinaria (56%) e fecale (37%) sotto forma di metaboliti inattivi.
È disponibile in Italia una versione sublinguale del farmaco dal nome commerciale "Zolpeduar" nei dosaggi da 5mg e 10mg. Quest'ultimo esplica il suo effetto in tempo nettamente più breve della versione in compresse.

## Usi clinici
Il farmaco viene usato nel trattamento a breve termine (in genere da 2 a 6 settimane) dell'insonnia.
Il ricorso al farmaco è indicato solamente nei soggetti affetti da grave insonnia e nei quali la privazione di sonno risulta debilitante o tale da causare profondo malessere. Osservazioni cliniche su piccole casistiche suggeriscono che il farmaco possa avere effetti benefici inattesi in alcune categorie di pazienti affetti da patologie neurologiche: in alcuni pazienti affetti da patologie neurologiche associate a disturbi dello stato di coscienza il farmaco ha indotto un miglioramento dello stato di coscienza; in alcuni pazienti con sindromi parkinsoniane (malattia di Parkinson, paralisi sopranucleare progressiva) il farmaco ha indotto un miglioramento di alcuni sintomi motori (rigidità, acinesia, tremore). Ulteriori studi su ampie casistiche potrebbero chiarire se il farmaco, attualmente indicato solo per l'insonnia, possa essere indicato in tali patologie neurologiche.

## Effetti collaterali e indesiderati
- Amnesia anterograda: l'amnesia compare con maggior frequenza diverse ore dopo la somministrazione del farmaco. Al fine di minimizzarne gli effetti è opportuno che al paziente sia garantito un periodo di sonno di almeno 7-8 ore dopo l'assunzione del farmaco.
- Reazioni paradosse: alcuni pazienti, in particolare i bambini e gli anziani, dopo l'assunzione del farmaco possono presentare inquietudine, irritabilità, agitazione e talvolta aggressività franca. Queste reazioni paradosse tendono a presentarsi in particolare nelle fasi iniziali del trattamento. Il rischio di sviluppare queste reazioni richiede particolare cautela nel trattamento di soggetti affetti da nevrosi depressive o psicosi. Alla comparsa di queste reazioni il trattamento viene di norma interrotto.
- Sonnambulismo: l'impiego dell'ipnotico è stato associato a sonnambulismo e comportamenti correlati come parlare, passeggiare, guidare nel sonno, cucinare, mangiare cibo, telefonare, avere rapporti sessuali. Al risveglio i pazienti non ricordavano l'accaduto (amnesia per l'evento). Probabilmente il contemporaneo uso di alcol e di altri deprimenti del SNC aumenta la probabilità di sviluppare simili eventi. Dato il rischio elevato per il paziente e gli altri, in caso di episodi di sonnambulismo è preferibile sospendere il trattamento.
- Suicidio: il farmaco non è raccomandato per il trattamento, in monoterapia, della depressione o dell'ansia associata a depressione. In questi pazienti il trattamento sembra possa aumentare il rischio di ideazione di suicidio o le tendenze suicide.
- Sonnolenza: in corso di trattamento questo effetto indesiderato è stato riferito da un cospicuo numero di soggetti. I pazienti devono quindi essere avvertiti che è opportuna cautela nello svolgimento di attività che richiedono uno stato di veglia e di coordinazione costanti. In alcuni studi clinici è stato messo in evidenza come 8 ore dopo aver assunto 10 mg di zolpidem (la dose orale usuale) la percentuale di pazienti con concentrazioni plasmatiche di farmaco superiore a 50 ng/mL sia pari al 15% nelle donne e al 3% negli uomini. Tale concentrazione compromette in maniera significativa la capacità di guidare. Le citate percentuali aumentano al 33% per le donne e al 25% per gli uomini quando zolpidem in formulazione a rilascio prolungato è somministrato alla dose di 12,5 mg (FDA, 2013).
- Nei pazienti che hanno assunto già benzodiazepine, a causa della saturazione dei recettori gabaergici, il farmaco può dare l'effetto paradosso, cioè il peggioramento dell'insonnia.

## Dosi terapeutiche
La durata della terapia deve essere la più breve possibile, ed è in genere compresa tra una o due settimane, con un massimo di quattro settimane. Si consiglia di assumere il farmaco al momento di coricarsi. Il dosaggio giornaliero è di 10 mg, in un'unica somministrazione, da assumere immediatamente prima di coricarsi. È comunque necessario adeguare la posologia alla minima dose efficace. Nei soggetti anziani o debilitati, in genere molto sensibili agli effetti ipnotici della molecola e nei pazienti con insufficienza epatica (che eliminano il farmaco in modo meno efficace), viene consigliata una dose di 5 mg.

## Interazioni
- Alcool: durante il trattamento si raccomanda di non assumere bevande alcoliche. L'alcool può infatti accentuare gli effetti depressivi di zolpidem sul sistema nervoso centrale. Il farmaco deve pertanto essere somministrato con attenzione nei pazienti con una storia di etilismo.
- Sostanze con effetto deprimente sul sistema nervoso centrale (SNC): ansiolitici, antidepressivi, sedativi, narcotici, neurolettici, anestetici possono comportare un aumento dell'effetto deprimente a livello centrale, pertanto l'associazione con zolpidem dovrebbe essere evitata.
- Narcotici, barbiturici e sedativi: l'associazione con questi farmaci può aumentare la sedazione e la depressione respiratoria e cardiovascolare indotta da zolpidem. Inoltre per quanto riguarda i narcotici, si può manifestare un aumentato senso di euforia, che può condurre con maggiore facilità allo sviluppo di dipendenza psichica.

## Gravidanza e allattamento
Anche se studi sperimentali sugli animali non indicano effetti dannosi diretti o indiretti, la somministrazione di zolpidem durante la gravidanza dovrebbe essere precauzionalmente evitata. L'assunzione durante l'ultimo periodo di gravidanza o durante il parto è stata associata a ipotermia, ipotonia, depressione respiratoria moderata. È inoltre noto che l'uso cronico di benzodiazepine o farmaci simil-benzodiazepinici in donne gravide, in particolare durante le ultime fasi della gravidanza, può comportare la comparsa di sindromi da astinenza nei neonati. Il farmaco non deve essere somministrato a donne che allattano al seno.

## Tolleranza, dipendenza e sintomi astinenziali
Quando zolpidem è utilizzato per lunghi periodi di tempo (in genere dopo alcune settimane di somministrazione) può indurre tolleranza, può cioè indurre un effetto ipnoinducente ridotto rispetto a quanto si verificava nei primi giorni di terapia.
Alcuni studi clinici hanno evidenziato che l'uso a lungo termine di zolpidem è associato a tolleranza al farmaco, dipendenza fisica e psichica, insonnia rebound ed effetti indesiderati a livello del SNC. Per tale motivo viene raccomandato che zolpidem sia utilizzato per brevi periodi di tempo e con la più bassa dose efficace.
Zolpidem è efficace nel trattare l'insonnia al dosaggio di 10 mg; se usato in modo intermittente assumendo da 3 a 5 compresse alla settimana per un periodo di 12 settimane, Zolpidem al dosaggio di 15 mg non determina alcun apprezzabile vantaggio o miglioramento clinico rispetto al dosaggio di 10 mg. Studi sperimentali su animali (roditori) hanno evidenziato che zolpidem determinerebbe meno tolleranza rispetto alle benzodiazepine, ma nei primati la capacità di indurre tolleranza è stata sovrapponibile a quella delle benzodiazepine.
L'uso di zolpidem può portare a dipendenza fisica e psichica. Il rischio di sviluppare dipendenza è in relazione alla dose utilizzata e alla durata del trattamento, ed è maggiore nei soggetti con una storia di abuso di droghe o alcool.
L'interruzione brusca del trattamento è spesso accompagnata da sintomi di astinenza: cefalea, dolori muscolari, ansia estrema, tensione, irrequietezza, confusione mentale, irritabilità, derealizzazione, depersonalizzazione, iperacusia, intorpidimento e formicolio delle estremità, ipersensibilità alla luce, al rumore e al contatto fisico, allucinazioni o scosse epilettiche.

I sintomi di astinenza possono manifestarsi anche in caso di improvvisa sostituzione di un farmaco ipnoinducente a lunga durata d'azione con uno a breve durata d'azione come lo zolpidem. Sospendere gradualmente la terapia dopo trattamenti prolungati (maggiori di due settimane) per evitare l'insorgenza di crisi di astinenza.